# Adiss Harmandian
Adiss Harmandian (westarmenisch Ատիս Հարմանտեան, arabisch أديس هارمنديان; * 14. Januar 1945 in Beirut; † 1. September 2019 in Santa Monica, Kalifornien) war ein libanesischer Popsänger armenischer Abstammung, der zuletzt in Los Angeles lebte und US-amerikanischer Staatsbürger war. Sein internationaler Hit wurde das Lied Mush Sasun.
Harmandian war ein internationaler Pionier armenischer Popsongs (auch estradayin genannt). Er erhielt für sein Lebenswerk zahlreiche Medaillen und Orden aus Armenien, dem Libanon, den Vereinigten Staaten und Frankreich. Die armenische estradayin-Musikbewegung begann mit Harmandians Hits. Die erste Veröffentlichung seiner estradayin-Musik war „Dzaghigner“, das international sehr gut aufgenommen wurde. „Nouné“, der armenische Titel „Karoun Karoun“ war ein Welthit. Auch bemerkenswert in seinem Genre waren die Lieder „Ayl Atcher“, „Aghtamar“ und „Keshere Kesher“. Harmandian veröffentlichte mehr als 30 Alben. Er war ein anerkannter Songwriter und Komponist, der um die Welt reiste, und armenische Poplieder für mehr als vier Generationen am Leben hielt.

## Ehrungen und Auszeichnungen
Adiss Harmandian wurde erhielt folgende Auszeichnungen:
- Die Gomidas-Medaille von Seiner Heiligkeit Wasgen I.
- Hochehre des Großen Hauses von Kilikien von Seiner Heiligkeit Karékin II.
- Mesrob-Maschdods-Medaille (mit dem Grad eines Prinzen) 2005 für seine 40-jährige Arbeit von Seiner Heiligkeit Aram I., Katholikos des Katholikats des Großen Hauses von Kilikien

Auch der Bürgermeister von Paris, Jacques Chirac, zeichnete den Sänger mit einer Medaille aus.